# Гамберо (Ровиго)
Гамберо је насеље у Италији у округу Ровиго, региону Венето.
Према процени из 2011. у насељу је живело 18 становника. Насеље се налази на надморској висини од 4 м.